# تاكيشي مايدا (سياسي)
تاكيشي مايدا هو سياسي ياباني، ولد في 22 أكتوبر 1937 في توتسوكاوا في اليابان. حزبياً، نشط في الحزب الديمقراطي الياباني والحزب الليبرالي الديمقراطي الياباني وحزب التجدد الياباني وحزب الآفاق الجديدة. وقد انتخب عضو مجلس المستشارين ( – 25 يوليو 2016) وانتخب عضو مجلس النواب من اليابان.